# 에밀리 더용엘하허

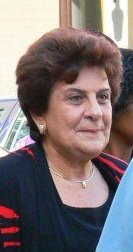
에밀리 더용엘하허

에밀리 사이디 더용엘하허(네덜란드어: Emily Saïdy de Jongh-Elhage, 영어: Emily Saïdy de Jongh-Elhage, 파피아멘토어: Emily Saïdy de Jongh-Elhage, 1946년 12월 7일 ~ )은 네덜란드령 안틸레스의 여성 정치인이다.
네덜란드령 안틸레스의 마지막 총리였으며, 해체 이후에는 사퇴하였다.